# Padlizsán
A padlizsán  (egyéb nevei: tojásgyümölcs, török paradicsom, Erdélyben vineta) (Solanum melongena) a burgonyafélék (Solanaceae) családjába, a csucsor (Solanum) nemzetségbe tartozó növényfaj, zöldségnövény.

## Elnevezései
Magyar neve a bolgár patladzsan átvétele a hazai bolgárkertészektől; forrása: az arab bádindzsán, és a perzsa badin-gan alakon keresztül a szanszkrit vatin-ganah kifejezésből az oszmán-török közvetített a bolgárba. Ritkábban törökparadicsom vagy kékparadicsom névvel is jelölik, Erdélyben vinete vagy vinetta néven is ismert. 
Az USA-ban, Ausztráliában, Új-Zélandon és Kanadában eggplant-nek, azaz „tojásnövénynek” nevezik, mert a 18. századi európai változatok termése fehér vagy sárga volt, és liba- vagy tyúktojásra hasonlított. Az indiai és a dél-afrikai angolban brinjal-ként ismerik. Francia neve aubergine, amely a katalán albergínia szóból származik. Ez – a padlizsán szóhoz hasonlóan – az arab al-badinjan-ból ered.

## Jellemzői
A padlizsán Délkelet-Ázsiából származó évelő növény, ahol már évezredekkel ezelőtt is termesztették. a Balkánon a XIV-XVII században jelent meg, de kezdeti (európai) rossz híre után (azt tartották különféle betegségek okozója) Magyarországon is csak az 1920-as évektől kezdett terjedni. Mostanra régi rossz hírét elfelejtve már általánosan kedvelt. 
Tartalmaz C- és A-vitamint, és igen gazdag ásványi sókban is. Bokra fajtától függően 40–100 cm magas, fásodó szára elágazik. A termés színe fajta szerint lehet fehér, sárga, lila, fekete; formája gömbszerű vagy hosszúkás. Környezeti igénye megegyezik a paprikáéval. Akkor szedjük, ha a sötétlila termése elérte a teljes nagyságát és fényes felületű. Éretlenül, mint a növénycsalád többi tagjának bogyótermése, még mérgező is lehet. Amikor már fénytelen és a magok barnák, rágós és kesernyés lehet a húsa. Július végétől a fagyok beálltáig terem.
A fehér változata sokkal ritkábban vagy egyáltalán nem lesz keserű.

## Termesztése

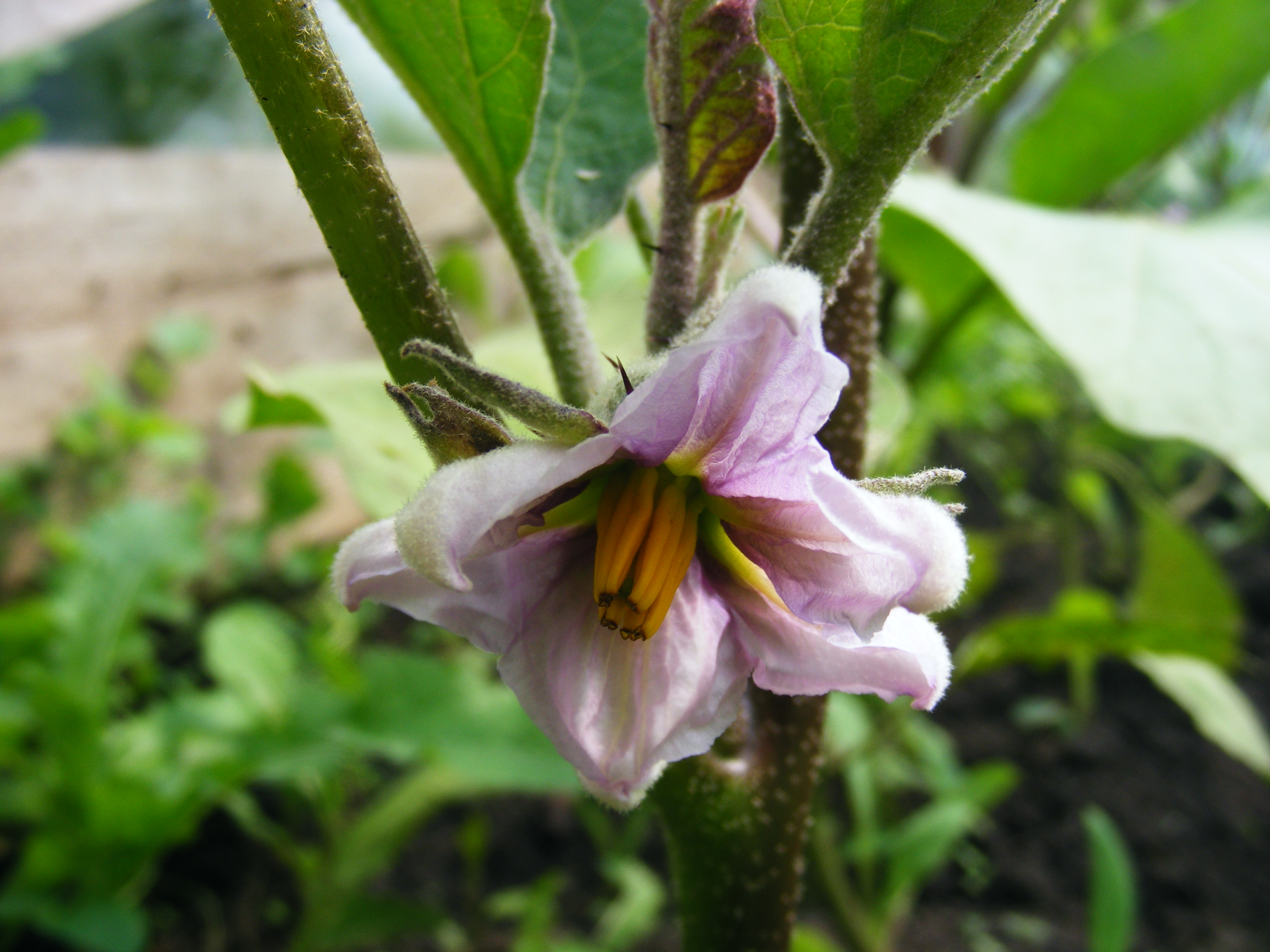
A padlizsán virága

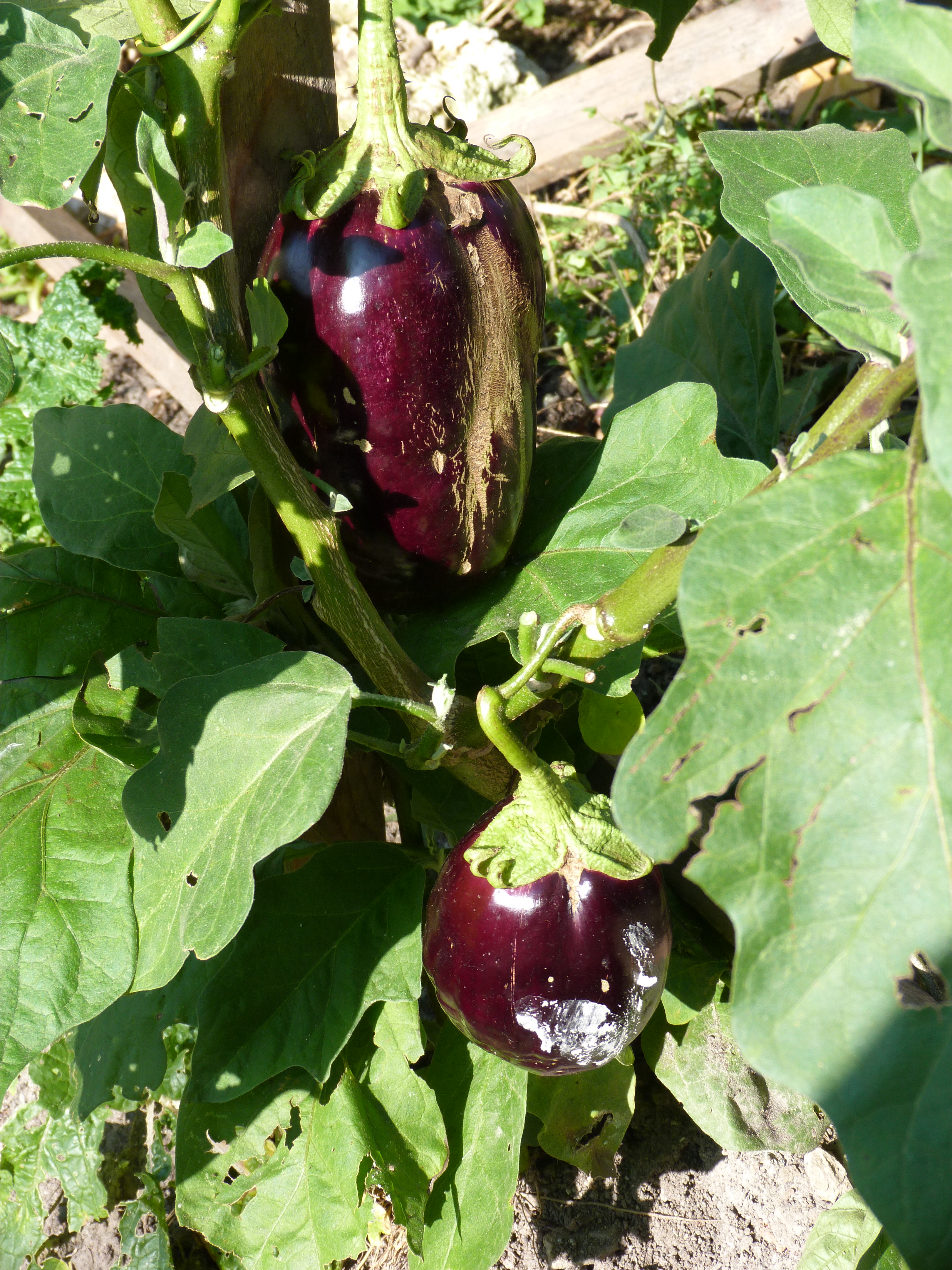
Padlizsán

A padlizsánt magyarországi éghajlaton egynyári növényként termesztik. 2021-ben a padlizsánt több mint 90 országban termesztették, és az éves termés mennyisége meghaladta az 58 millió tonnát.
A világ legnagyobb padlizsán termelői közé tartozik Kína, India, Egyiptom, Törökország és Indonézia. Ezek az országok a 2021-es termelésük alapján az első öt helyen álltak. 2021-ben Kína az éves világ padlizsán termésének a 63%-át adta.
A burgonyabogár (Leptinotarsa decemlineata) rokonához hasonlóan a padlizsánt is károsíthatja. 

## Felhasználása
Kitűnő előétel, saláta, kirántva, palacsintatésztában megforgatva és kisütve, vagy rakottan főétel, levesbe is főzhető, főzeléknek, de töltve, és párolva, padlizsánkrémként, vagy paradicsommártással, illetve körítésként is kitűnő. Utóérő gyümölcs. 
A padlizsán akkor alkalmas a felhasználásra, amikor még egészen kemény. Ha már ráncosodni, vagy puhulni kezd, az íze rendszerint keserű.
A padlizsánból számtalan étel készül, leginkább a balkáni és mediterrán térségekben. A legismertebbek:
- muszaka (görög)[3]
- parmigiana di melanzane (olasz)
- ratatouille (francia, provanszi)[4]
- escalivada (katalán)
- vinetta vagy vinetesaláta (román és erdélyi magyar)[5]
- ajvár (szerb)